# Match Group
Match Group est une société américaine d'Internet et de technologie dont le siège est à Dallas, au Texas. Elle possède et exploite le plus grand portefeuille mondial de services de rencontres en ligne, notamment Tinder, Match.com, Meetic, OkCupid, Hinge, Plenty Of Fish, OurTime. La société appartenait à IAC jusqu'en juillet 2020, date à laquelle Match Group a été scindée en une société distincte.

## Services de rencontres détenus
Depuis décembre 2023, Match Group possède les services de rencontres suivants :
- Archer
- Azar, racheté en 2021[4].
- NOIR
- Chispa
- Upward
- Hakuna
- Hinge, racheté en 2017[4].
- HyperConnect
- Match.com
- Meetic
- OkCupid
- OurTime (DisonsDemain en France)[4]
- Pairs, racheté en 2015[4].
- Plenty Of Fish
- The League
- Tinder